# あぶくま時報
『あぶくま時報』（あぶくまじほう）は、福島県須賀川市を中心に周辺地域を対象として刊行されている日刊地域紙。

## 概要
戦前から地域紙が複数刊行されていた須賀川町で、戦後いち早く1946年2月11日に創刊された地域紙が、『阿武隈時報』である。母体となったのは、後に須賀川商工会議所へと発展した商工業者の団体「須賀川経済振興会」であった。プランゲ文庫に残された1949年までは、週2回刊で発行されていた。1947年1月11日には『マメタイムス』が創刊され、やがて日刊化した両紙は、その後も長く地元の地域紙同士として競争を続け、現在まで存続している。
『阿武隈時報』は1970年にオフセット印刷を導入した。1990年には、新社屋を建てて輪転機を更新し、判型をそれまでのタブロイド判からブランケット判に大型化した。さらに1994年には、紙名が『あぶくま時報』と改められた。
2014年にはマスコットキャラクターとして「あぶくん」「あぶこちゃん」を誕生させた。
配達対象地域は、発行拠点であり、夕刊として配布される須賀川市を中心に、翌朝に配布される鏡石町、天栄村にも及んでいる。
須賀川市は、ふるさと納税の返礼品のひとつとして、郵送による『あぶくま時報』1か月分の定期購読を用意しているが、これは『マメタイムス』も同様である。